# Невадо-де-Толука
Невадо-де-Толука (ісп. Nevado de Toluca), також Шинантекатль (науатль Xinantécatl) — стратовулкан в Мексиці. Має висоту 4680, вважається четвертою за висотою вершиною країни (після вулканів Орісаба, Попокатепетль і Істаксіуатль).  Перевищення — 2210 м. Височить над долиною річки  Лерма поблизу міста  Толука, в 80 км на захід від Мехіко.  Кратер має діаметр близько 1,5 км і відкритий на схід. Вулканічний купол розділяє кратер на дві частини, в яких розташовано два водоймища — озеро Сонця і озеро Місяця.
Принаймні три великих обвалення конуса вулкану в плейстоцені призвели до утворення великих  зсувних і лахарних відкладень на обширних територіях біля підніжжя вулкану. Чотири основних вибухових виверження в пізньому плейстоцені викликали опади  вулканічного попелу і  пірокластичних потоків приблизно 36 тис., 21,7 тис., 12,1 тис. та 10,5 тис. років тому. Є свідчення про принаймні одне виверження в голоцені, приблизно 3300 років тому.
Вулкан розташований на території  однойменного національного парку. Автомобільна дорога, яка іноді вважається найвисокогірнішою в країні, йде майже до кратера. Далі від стоянки прокладено стежку, по якій можна піднятися на  кальдеру (зі сходу), пройти по ній навколо кратера або спуститися в нього.

## Фототека

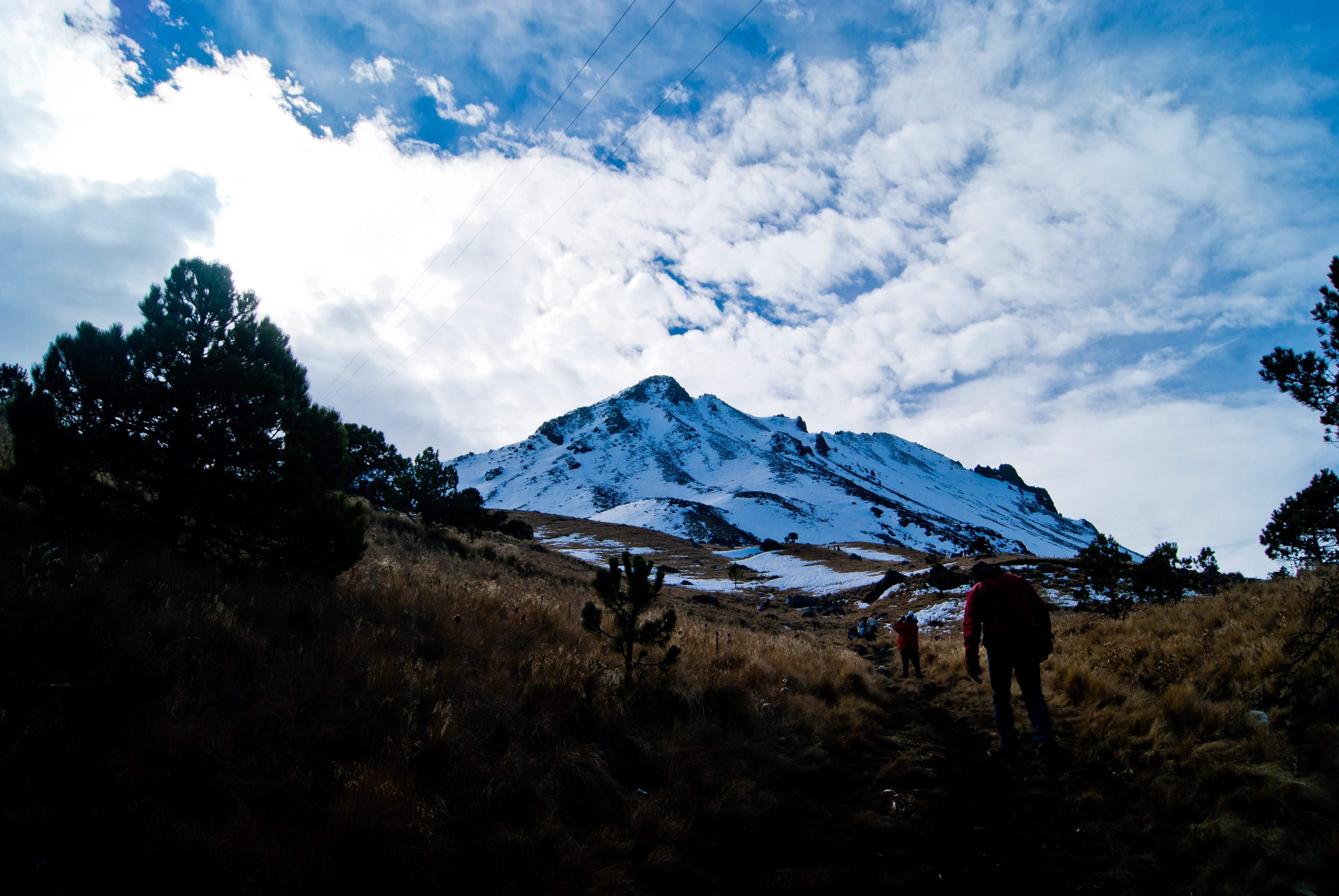
Невадо-де-Толука
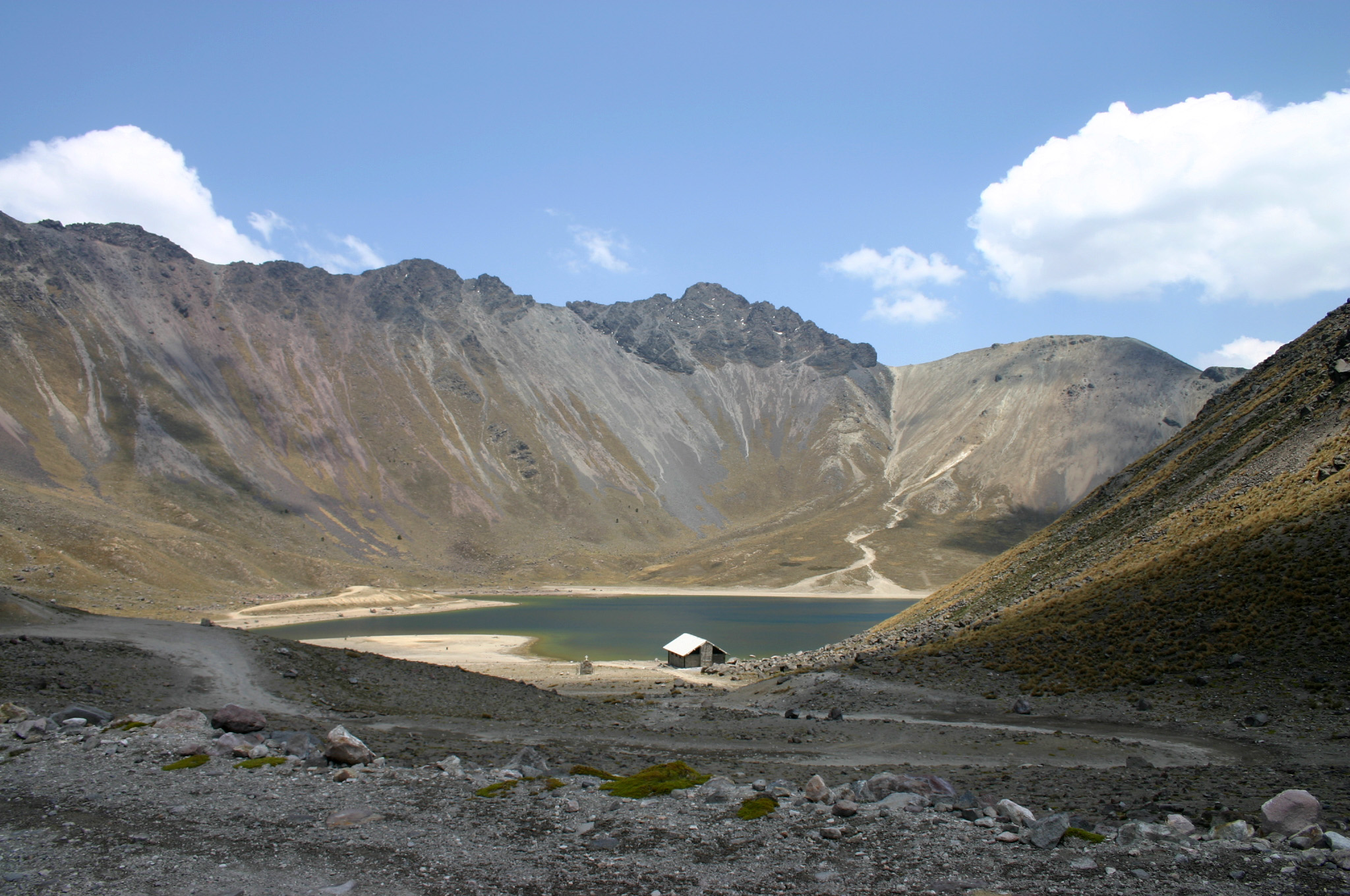
Кратер вулкану і озеро Сонця
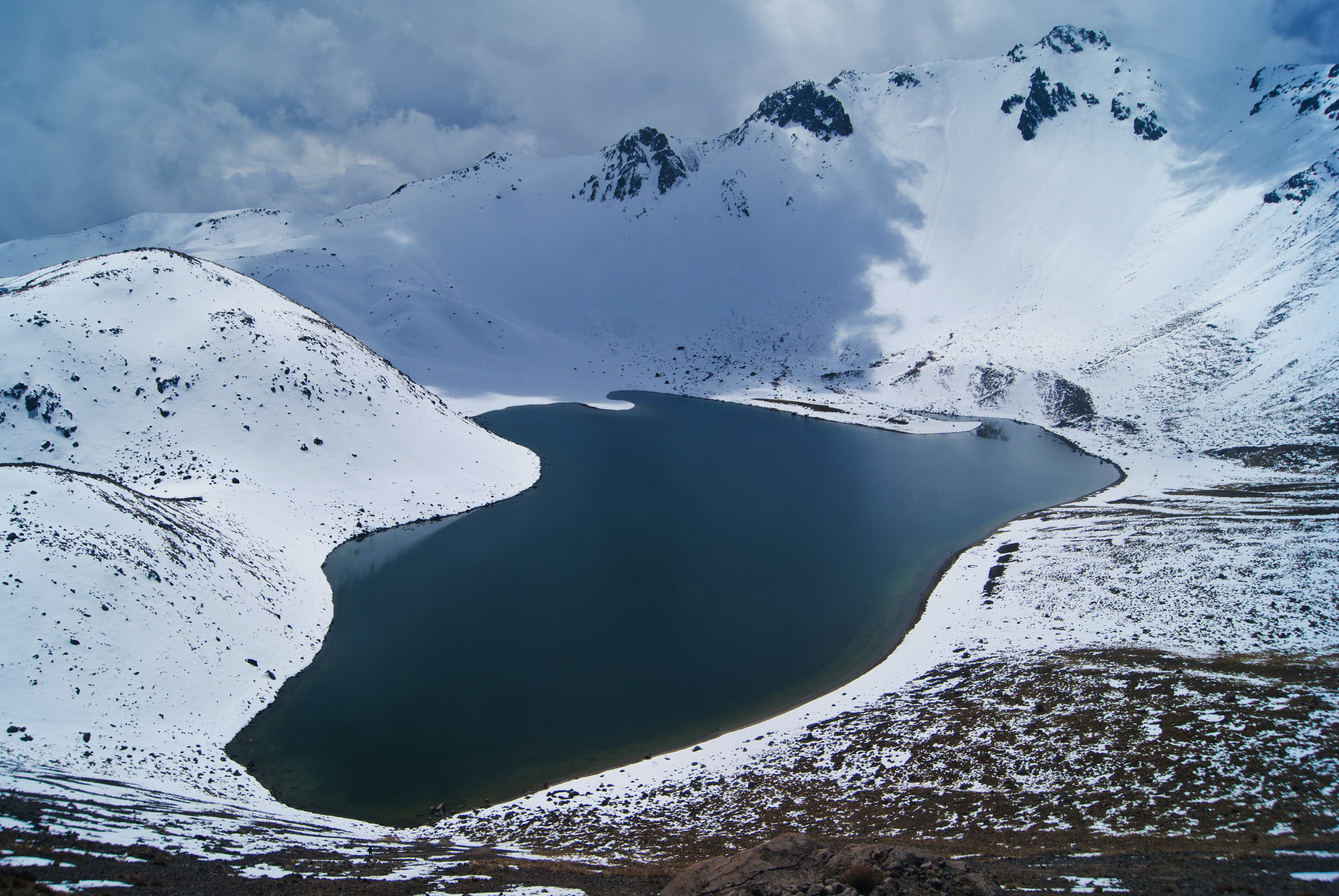
Озеро Сонця взимку
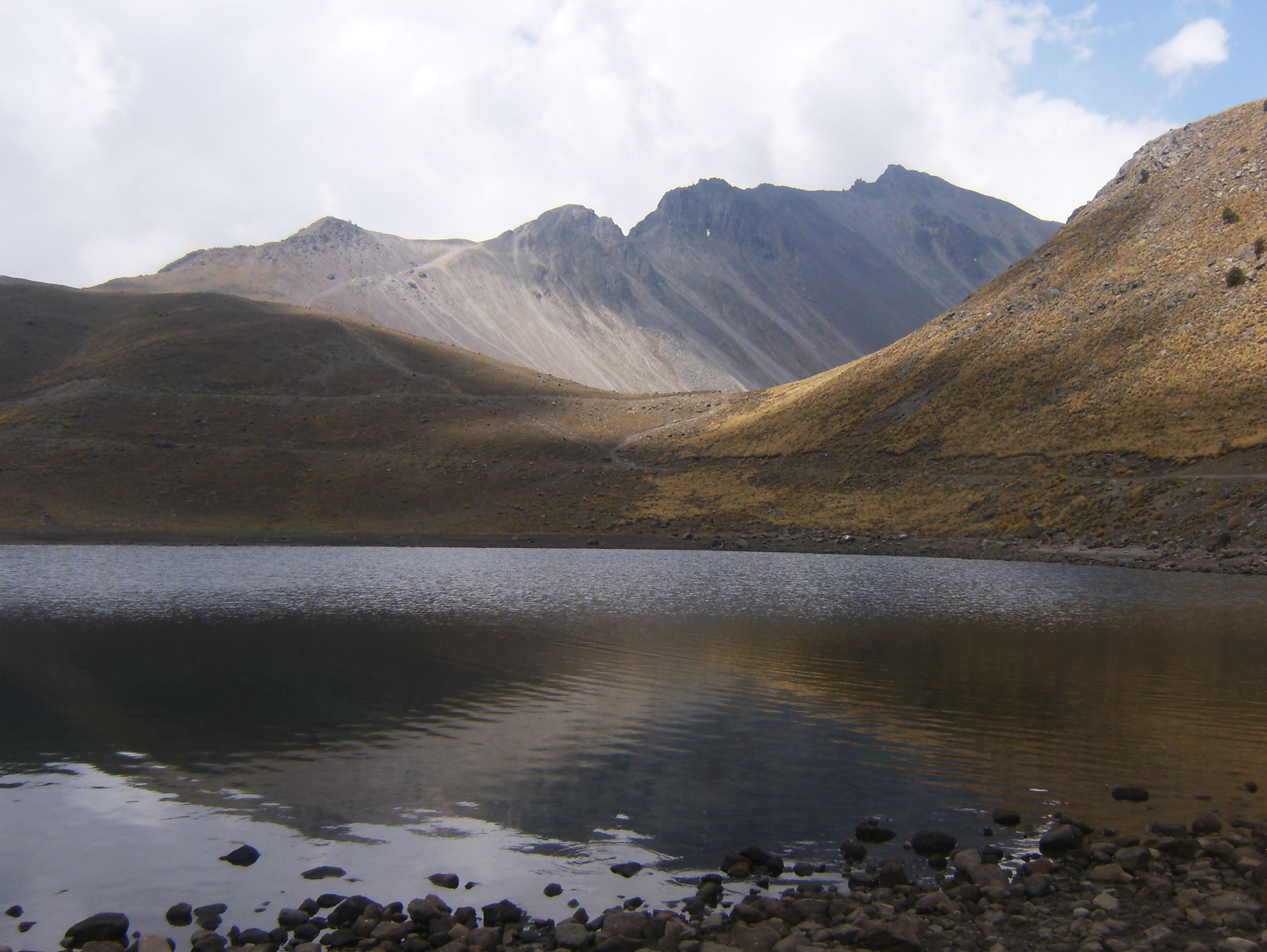
Озеро Місяця

## Ресурси Інтернету
- Volcano Live — John Search (англ.). Архів оригіналу за 4 березня 2016. Процитовано 26 квітня 2014.

## Виноски
1. ↑  Peakbagger.com (англ.). Архів оригіналу за 6 серпня 2014. Процитовано 26 квітня 2014.
2. ↑  National Institute of Anthropology and History (INAH). Архів оригіналу за 3 грудня 2013. Процитовано 23 серпня 2014.
3. 1 2  Вулкан Невадо-де-Толука. Global Volcanism Program. Смітсонівський інститут. Процитовано 26 квітня 2014. (англ.)
4. ↑  Mexico Ultra — Prominences [Архівовано 20 лютого 2013 у Wayback Machine.] — peaklist.org (англ.)
5. ↑  Nevado de Toluca National Park[недоступне посилання з червня 2019] — Encyclopedia Britannica